# Katedrální chrám svaté Kateřiny (Kingissepp)
Katedrální chrám svaté Kateřiny, někdy též Kateřinská katedrála (rusky Екатерининский собор) v ruském městě Kingisepp na řece Luze je chrám ruské pravoslavné církve postavený v letech 1764-1782 v pozdněbarokním slohu. Nachází se u Petrohradu v západní části Leningradské oblasti. 

## Dějiny
Chrám byl vybudován v letech 1764 až 1782 za panování Kateřiny II. Veliké podle plánů italského architekta Antonia Rinaldiho (1710–1794), autora mnoha honosných staveb v Rusku jako např. Mramorového paláce v Petrohradě či Gatčinského paláce hraběte G. G. Orlova. Chrám byl vysvěcen v roce 1783.
V roce 1912 byla katedrála restaurována a v roce 1932 uzavřena. V době druhé světové války byla poškozena střelbou a bombardováním. Od roku 1960 je chráněna jako kulturní památka a v letech 1967 až 1980 prošla opravami pod vedením architekta V. M. Tichomirova. Do roku 1990 katedrála sloužila jako Muzeum starého Jamburgu. 
V letech 1991/1992 byla vrácena pravoslavné církvi.

## Popis
Kateřinská katedrála je 45 m vysoká středová stavba na půdorysu řeckého kříže se čtyřmi konchami, inspirovaná typem chrámů s křížovou kupolí. Chrám má třípatrovou zvonici s korintskými pilastry na západní straně, pět menších kupolí a jednu hlavní kupoli s 10 m vysokým tamburem o průměru 9 m.